# Whitemark
Whitemark è una città della Tasmania, in Australia; essa si trova su Flinders Island ed è la sede della municipalità di Flinders. Al censimento del 2016 contava 537 abitanti.